# Старотештелимские Выселки
Старотештелимские Выселки — село в Ельниковском районе Мордовии России. Входит в состав Стародевиченского сельского поселения.

## География
Расположено на ручье Киршкиляй, в 18 км от районного центра и 105 км от железнодорожной станции Ковылкино.

## История
Название-термин: выселок — посёлок, выделившийся из соседнего села (Старый Тештелим). Основано в середине 19 в. В «Списке населённых мест Пензенской губернии» (1869) Старотештелимские Выселки — деревня казённая из 7 дворов (48 чел.) Краснослободского уезда. По данным подворной переписи 1913 г., в селе было 30 дворов (257 чел.); зернохранилище, ветряная мельница, маслобойка, просодранка. В 1933 году насчитывалось 39 дворов (217 чел.). В 1929—1930 гг. был организован колхоз им. В. И. Чапаева, в 1959—2000 гг. — укрупненное хозяйство «Восход». В современном селе — основная школа, библиотека, медпункт, отделение связи, магазин, психоневрологический дом-интернат.

## Население
| 2002 | 2010 |
| ---- | ---- |
| 177  | ↗318 |

Национальный состав
Согласно результатам Всероссийской переписи населения 2002 года, в национальной структуре населения мордва-мокша составляли 72 %.

## Источник
- Энциклопедия Мордовия, Н. Н. Щемерова.